# III-divisioona 2011
La III-divisioona 2011 è stata la 2ª edizione (a 7 giocatori) del campionato di football americano di quarto livello, organizzato dalla SAJL.

## Squadre partecipanti
| Club               | Città     | Stadio | Sponsor ufficiale | Risultato nella stagione 2012 |
| ------------------ | --------- | ------ | ----------------- | ----------------------------- |
| Milky City Farmers | Kiuruvesi |        |                   |                               |
| Nokia Ghosthunters | Nokia     |        |                   |                               |
| Seinäjoki Gators   | Seinäjoki |        |                   |                               |

## Stagione regolare

### Calendario

#### 1ª giornata
| Kiuruvesi 27 agosto 2011 | Seinäjoki Gators | 40 – 13 | Nokia Ghosthunters |  |

| Kiuruvesi 27 agosto 2011 | Milky City Farmers | 7 – 24 | Seinäjoki Gators |  |

| Kiuruvesi 27 agosto 2011 | Nokia Ghosthunters | 20 – 40 | Milky City Farmers |  |

#### 2ª giornata
| Seinäjoki 4 settembre 2011 | Seinäjoki Gators | 50 – 0 | Nokia Ghosthunters |  |

| Seinäjoki 4 settembre 2011 | Milky City Farmers | 0 – 40 | Seinäjoki Gators |  |

| Seinäjoki 4 settembre 2011 | Nokia Ghosthunters | 22 – 14 | Milky City Farmers |  |

### Classifica
La classifica della regular season è la seguente:
- PCT = percentuale di vittorie, G = partite giocate, V = partite vinte, P = partite perse, PF = punti fatti, PS = punti subiti

| Pos. | Squadra            | PCT   | G | V | N | P | PF  | PS  |
| ---- | ------------------ | ----- | - | - | - | - | --- | --- |
| 1    | Seinäjoki Gators   | 1.000 | 4 | 4 | 0 | 0 | 154 | 20  |
| 2    | Milky City Farmers | .250  | 4 | 1 | 0 | 3 | 61  | 106 |
| 3    | Nokia Ghosthunters | .250  | 4 | 1 | 0 | 3 | 55  | 144 |

## Verdetti
- Seinäjoki Gators Vincitori della III-divisioona 2011